# ورخنی چات
ورخنی چات (انگلیسی: Verkhny Chat) یک شهرک در شهرستان یانائولسکی استان باشقیرستان کشور روسیه است.